# Thyone bicornis
Thyone bicornis is een zeekomkommer uit de familie Phyllophoridae.
De wetenschappelijke naam van de soort werd in 1915 gepubliceerd door H. Ohshima.